# 甲 (天干)
甲是天干的首位。
其在方位上指東北偏東方（75°），五行裡屬木，陰陽學說裡為陽。
天干亦可表示植物的生長週期，甲為種子包殼型態，乙指破殼伸根，丙為植物破土萌芽⋯以此類推。
天干地支紀年中以甲子為首，六十年為一循環後再回到「甲子」開始，故以「甲」、「甲子」作為六十年的代稱，如一甲子、花甲子、花甲之年。
甲在名次裡通常指第一位，但亦有作分類用，如甲類、甲種等，不一定為名次用。

## 含甲的干支
- 甲子
- 甲戌
- 甲申
- 甲午
- 甲辰
- 甲寅